# Baron Barnard

Wappen der Barone Barnard

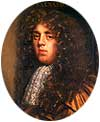
Christopher Vane, 1. Baron Barnard

Baron Barnard, of Barnard Castle in the Bishopric of Durham, ist ein erblicher britischer Adelstitel in der Peerage of England.

## Verleihung und weitere Titel
Der Titel wurde am 25. Juli 1698 für den ehemaligen Unterhausabgeordneten Christopher Vane geschaffen.
Sein Enkel, der 3. Baron, wurde am 3. April 1754 auch zum Earl of Darlington, in the County of Durham, und Viscount Barnard, of Barnard Castle in the County of Durham, erhoben. Dessen Enkel, der 3. Earl, wurde am 17. September 1827 zum Marquess of Cleveland und am 29. Januar 1833 zum Duke of Cleveland und Baron Raby, of Raby Castle in the County of Durham, erhoben. Alle drei Söhne des 1. Dukes starben kinderlos, so dass beim Tod des jüngsten von ihnen, des 4. Dukes, 1891 alle genannten Titel außer der Baronie Barnard erloschen. Letztere erbte sein Neffe vierten Grades Henry de Vere Vane als 9. Baron Barnard. Aufgrund seines entfernten Verwandtschaftsgrades wurde sein Erbanspruch erst 1892 vom Committee for Privileges des House of Lords rückwirkend anerkannt.
Familiensitz der Barone ist Raby Castle bei Staindrop im County Durham.

## Liste der Barone Barnard (1698)
- Christopher Vane, 1. Baron Barnard (1653–1723)
- Gilbert Vane, 2. Baron Barnard (1678–1753)
- Henry Vane, 1. Earl of Darlington, 3. Baron Barnard (um 1705–1758)
- Henry Vane, 2. Earl of Darlington, 4. Baron Barnard (1726–1792)
- William Vane, 1. Duke of Cleveland, 3. Earl of Darlington, 5. Baron Barnard (1766–1842)
- Henry Vane, 2. Duke of Cleveland, 4. Earl of Darlington, 6. Baron Barnard (1788–1864)
- William Vane, 3. Duke of Cleveland, 5. Earl of Darlington, 7. Baron Barnard (1792–1864)
- Harry Powlett, 4. Duke of Cleveland, 6. Earl of Darlington, 8. Baron Barnard (1803–1891)
- Henry de Vere Vane, 9. Baron Barnard (1854–1918)
- Christopher Vane, 10. Baron Barnard (1888–1964)
- John Vane, 11. Baron Barnard (1923–2016)
- Henry Vane, 12. Baron Barnard (* 1959)

Voraussichtlicher Titelerbe (Heir apparent) ist der Sohn des aktuellen Titelinhabers William Vane (* 2005).